# Joaquín Valiente
Joaquín Valiente Cioli (Colonia Valdense, Colonia, 13 de abril de 2001) es un futbolista uruguayo. Juega de extremo izquierdo o mediocentro y su equipo actual es el Barcelona Sporting Club de la Serie A de Ecuador, cedido desde Defensor Sporting de la Primera División de Uruguay.

## Trayectoria
Comenzó a jugar al baby fútbol en el Club Atlético Colonia Valdense, equipo de su ciudad natal, realizó toda su formación infantil y comenzó la juvenil. En 2017 estuvo por firmar contrato con Nacional, pero debido a una lesión no se concretó. Meses después su entrenador Fabián Charreua gestionó una oportunidad en Defensor Sporting, viajó una semana a Montevideo, estuvo a prueba y los convenció.
En 2018 se incorporó a las divisiones juveniles de Defensor, en su primer año defendió la sub-17 en 26 oportunidades y convirtió 9 goles. Al año siguiente mantuvo regularidad con la sub-19, jugó 33 partidos y anotó 4 tantos. Para 2020, en su segundo año de sub-19, defendió la categoría en 2 oportunidades y convirtió igual cantidad de goles, fue ascendido a Tercera División donde anotó 2 goles en 12 encuentros, además recibió su primera convocatoria con el primer equipo pero no tuvo minutos.
Debutó como profesional el 3 de junio de 2021, el entrenador Eduardo Acevedo lo hizo ingresar al minuto 84 para enfrentar a Rocha durante la fecha 1 del Campeonato Uruguayo de Segunda División 2021 y ganaron 2-1. En la fecha 4 convirtió su primer gol oficial, en lo que fue el triunfo 4-0 frente a Central Español. Poco a poco tuvo más rodaje pero no era considerado como primera opción, tras asumir el nuevo entrenador Leonel Rocco, en la fecha 9 fue titular por primera vez, de visita a Uruguay Montevideo, convirtió un gol y ganaron 0-2.
Finalizaron la temporada como ganadores del playoff para ascender a la máxima categoría del fútbol uruguayo. Valiente estuvo presente en 25 partidos, convirtió 3 goles y brindó 4 asistencias.
Tras 115 partidos jugados, 13 goles y 20 asistencias con Defensor Sporting, se anunció como nuevo fichaje de Barcelona Sporting Club el 10 de enero de 2025, fue cedido a préstamo hasta fin de año.

## Estadísticas
Actualizado al último partido citado el 25 de julio de 2025.
| Club                           | Div.          | Temporada     | Liga  | Liga  | Liga   | Copas nacionales | Copas nacionales | Copas nacionales | Copas internacionales | Copas internacionales | Copas internacionales | Total | Total | Total  |
| Club                           | Div.          | Temporada     | Part. | Goles | Asist. | Part.            | Goles            | Asist.           | Part.                 | Goles                 | Asist.                | Part. | Goles | Asist. |
| ------------------------------ | ------------- | ------------- | ----- | ----- | ------ | ---------------- | ---------------- | ---------------- | --------------------- | --------------------- | --------------------- | ----- | ----- | ------ |
| Defensor Sporting C. · Uruguay | 1.ª           | 2020          | 0     | 0     | 0      | —                | —                | —                | —                     | —                     | —                     | 0     | 0     | 0      |
| Defensor Sporting C. · Uruguay | 2.ª           | 2021          | 25    | 3     | 4      | —                | —                | —                | —                     | —                     | —                     | 25    | 3     | 4      |
| Defensor Sporting C. · Uruguay | 1.ª           | 2022          | 15    | 1     | 1      | -                | -                | -                | —                     | —                     | —                     | 15    | 1     | 1      |
| Defensor Sporting C. · Uruguay | 1.ª           | 2023          | 32    | 7     | 4      | 3                | 0                | 1                | -                     | -                     | -                     | 35    | 7     | 5      |
| Defensor Sporting C. · Uruguay | 1.ª           | 2024          | 33    | 2     | 10     | 5                | 0                | 0                | 2                     | 0                     | 0                     | 40    | 2     | 10     |
| Defensor Sporting C. · Uruguay | Total club    | Total club    | 105   | 13    | 19     | 8                | 0                | 1                | 2                     | 0                     | 0                     | 115   | 13    | 20     |
| Barcelona S. C. · Ecuador      | 1.ª           | 2025          | 20    | 1     | 2      | -                | -                | -                | 10                    | 0                     | 1                     | 30    | 1     | 3      |
| Barcelona S. C. · Ecuador      | Total club    | Total club    | 20    | 1     | 2      | 0                | 0                | 0                | 10                    | 0                     | 1                     | 30    | 1     | 3      |
| Total carrera                  | Total carrera | Total carrera | 125   | 14    | 21     | 8                | 0                | 1                | 12                    | 0                     | 1                     | 145   | 14    | 23     |
| 1. 2.                          |               |               |       |       |        |                  |                  |                  |                       |                       |                       |       |       |        |

## Palmarés

### Títulos nacionales
| Título       | Club                 | País    | Año  |
| ------------ | -------------------- | ------- | ---- |
| Copa Uruguay | Defensor Sporting C. | Uruguay | 2023 |
| Copa Uruguay | Defensor Sporting C. | Uruguay | 2024 |